# Fellering
Fellering je francouzská obec v departementu Haut-Rhin v regionu Grand Est. V roce 2014 zde žilo 1 659 obyvatel.

## Poloha obce
Obrc leží u hranic departementu Haut-Rhin s departementem Vosges.
Sousední obce jsou: Bussang (Vosges), Husseren-Wesserling, Kruth, Lautenbachzell, Linthal, Oderen, Ranspach, Urbès a Ventron (Vosges).

## Vývoj počtu obyvatel
Počet obyvatel